# 烏蘇拉·梅耶
烏蘇拉·梅耶（法語：Ursula Meier；1971年6月24日—）是瑞士-法國電影導演與編劇，主要工作據點在瑞士。

## 生平
烏蘇拉·梅耶出身自靠近瑞士邊界的法國城市貝桑松，她畢業自比利時視覺藝術學院，後來她便移居瑞士師從電影大師亞倫·塔納，並擔任他多部電影的副導演，包括《大雜燴》(1996)及《明天的喬納斯與萊拉》(1999)。2008年，她完成首部劇情長片《邊境家園》，電影由法國演員伊莎貝·雨蓓、比利時演員奧利維耶·古賀梅以及瑞士童星卡西·莫泰·克萊恩演出，代表瑞士角逐奧斯卡最佳外語片，惟最後並未獲得提名。
2012年，她完成第2部劇情長片《我姐姐》，由蕾雅·瑟杜與卡西·莫泰·克萊恩飾演住在瑞士滑雪勝地的年輕姐弟，獲選為第62屆柏林影展正式競賽片，並獲得特別銀熊獎。本片後來獲選為角逐奧斯卡最佳外語片的瑞士代表，並進入隔年1月公布的短名單內。2018年，梅耶執導了瑞士影集《殺人之後》的第1集，該影集每集皆改編自真實的刑事案件，梅耶執導的那集找了時常合作的演員卡西·莫泰·克萊恩飾演少年殺人犯，芬妮·亞當則飾演學校老師 。
2022年，她完成睽違10年的劇情長片《線》，獲選為第72屆柏林影展正式競賽片。

## 電影作品

### 劇情長片
- 2008年：《邊境家園（法语：Home (film, 2008)）》(Home)
- 2012年：《我姐姐》(L'Enfant d'en haut)
- 2022年：《線（德语：La ligne）》(La Ligne)

### 電視電影
- 2018年：《殺人之後：心思獨白（英语：Shock Waves (TV series)）》(Journal de ma tête； 影集《殺人之後（英语：Shock Waves (TV series)）》其中一集)

## 外部連結
- 烏蘇拉·梅耶在互联网电影资料库（IMDb）上的資料（英文）